# Міхал Класа
Міхал Класа (Michal Klasa, 19 грудня 1953) — чехословацький велогонщик.
Бронзовий призер Олімпійських Ігор 1980 року в роздільній командній гонці, учасник 1976 року.
Срібний призер Чемпіонату світу з велоперегонів на шосе 1985 року в роздільній командній гонці, бронзовий призер 1974 (командна гонка переслідування), 1981 (роздільна командна гонка) років.
Бронзовий призер ігор Дружба-84 у командній шосейній гонці.